# Toyota Starlet
El Toyota Starlet fue un automóvil pequeño fabricado por Toyota entre los años 1973 y 1999, hecho para sustituir al Toyota Publica. Para algunos países se vendió bajo el nombre de Publica, fue uno de los vehículos más exitosos en los mercados "Grey Import". Hasta el día de hoy son usados por su alta economía de combustible y su tamaño reducido, que lo hace práctico para estacionar con bajas posibilidades de roces, en lugares donde hay gran presencia de vehículos.

## Serie 40
Se lanzó en 1973 como Publica Starlet 40. Esta serie es una versión en pequeño del Toyota Corolla. Fue ofrecido con motores de 1,000 cc y 1,200 cc. Hubo versiones de 2 puertas sedan y 3 puertas wagon. la versión 4 puertas se fabricó a partir de octubre de 1973. Los niveles de equipamiento ofrecidos eran Standard, Deluxe, Hi-Deluxe, ST y SR

## Serie 60 (KP60)

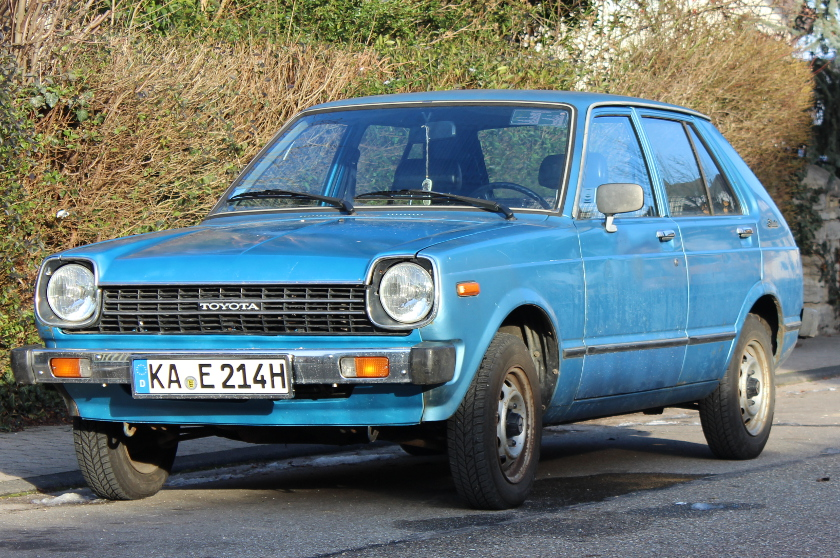
Starlet KP 60 versión original, 4 puertas, 1000 cc, 45 CV.

Esta serie se empezó a vender en 1978 siendo la primera en ser extensamente vendida fuera del país Nipón.

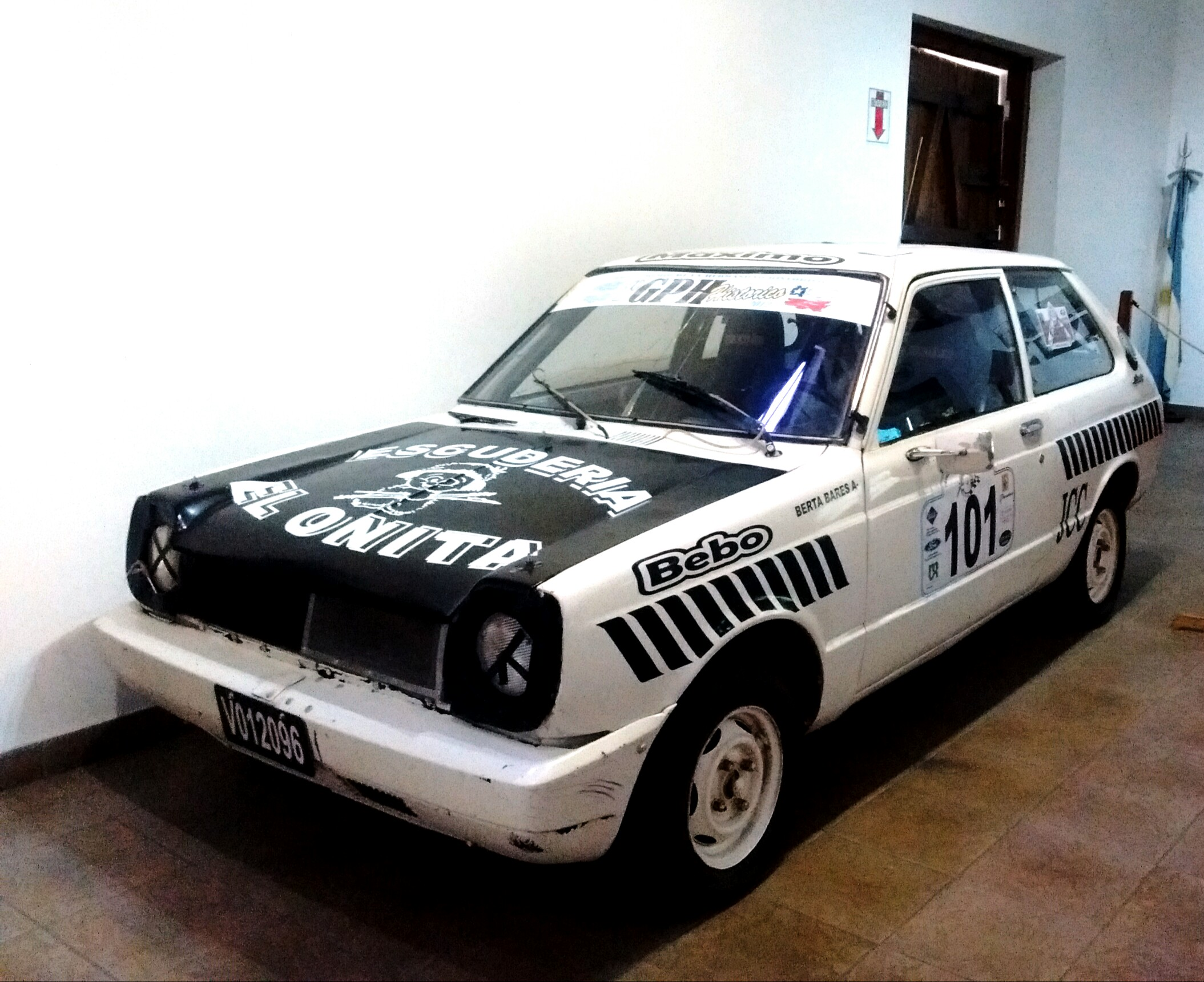
Serie 60 con 3 puertas dedicada al rally Gran Premio de la Hermandad a modo de exhibición en el museo Virginia Choquintel de Río Grande

Estaba disponible con motores de 993 (KP60), 1166 (KP62) y 1290 cc. (KP61). 3 y 5 puertas Hatchback fueron ofrecidos para el mercado de exportación, mientras que una versión 5 puertas más larga (modelo Van) fue vendida en el mercado japonés y cierta parte de Asia y Europa. En Japón, el Starlet solo estaba disponible con el motor 1.3 litros excepto el modelo Van con el motor 1.2 litros 3K-HJ. Los niveles de equipamiento eran Standard, De Luxe (también DX en algunos mercados), GL, XL, S, Sprint, y SE.
Este chasis introdujo el uso de suspesion con resortes helicoidales en las 4 ruedas y una dirección de piñón y cremallera.
Los modelos Sprint incluían Tacometro, transmisión de 5 velocidades (K50),  motor 1,290 cc (4K), un interior deportivo comparado con otros modelos, al igual que aros de aleación y neumáticos más grandes. La serie KP62 introdujo el uso de inyección electrónica de combustible multipunto con el motor 4K-E. 
En 1980, al coche se le cambiaron y remodelaron los faros delanteros, y en 1983 fue cambiada la inclinación del morro. El KP61 fue el único coche vendido alguna vez en Estados Unidos desde 1981 hasta el 1984 siendo sustituido en 1985 por el Toyota Corolla FX.
Este fue el último Starlet con configuración FR motor delantero y tracción trasera, lo cual los está convirtiendo en vehículos buscados para colección o modificación para competencia por su bajo peso y varias motorizaciones disponibles adaptables como los motores Toyota serie 4AGE, BEAMS 3SGE y otros.

## Serie 70 (EP70-71)
La serie 70 se empezó a vender en octubre de 1984. El primer 1,0 XL vendido fuera de Japón, fue vendido en Indonesia.

## Serie 80 (EP80 - 81)

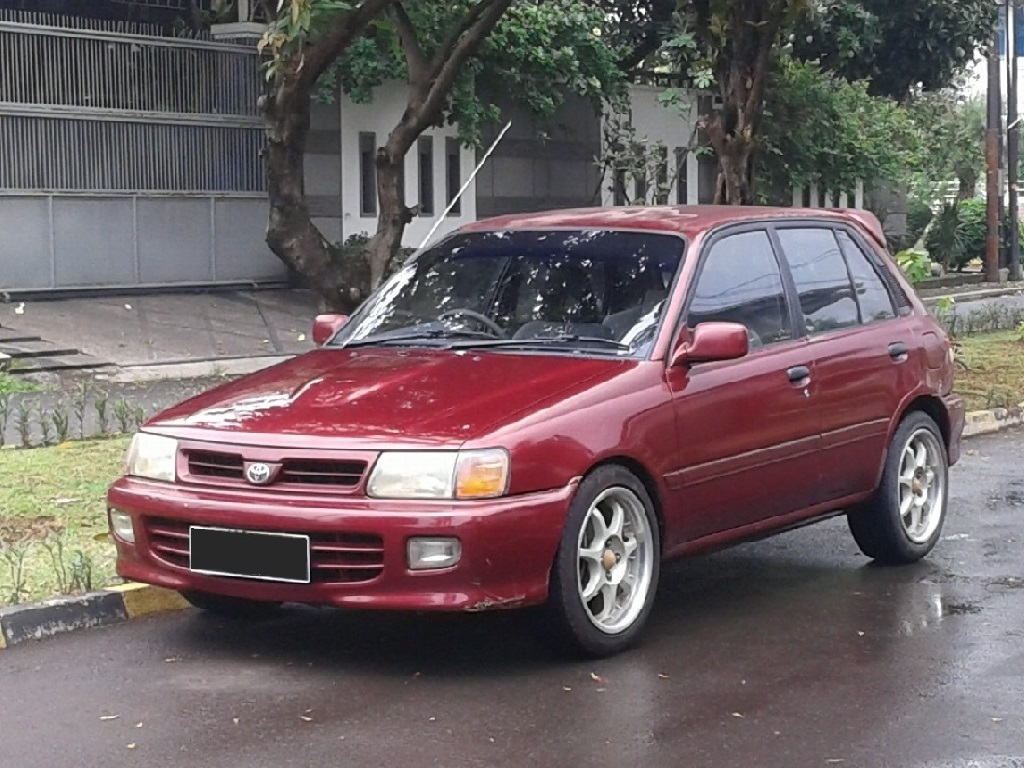
Starlet 1.3 SE-G 5 puertas (1996).

La serie 80 del Starlet se comenzó a vender en diciembre de 1989. En esta versión, la carrocería era más redondeada, aparte de que la placa de matrícula se situaba sobre el parachoques.
En 1992, se le introdujo otra pequeña mejora en inyección de combustible. En el Auto Show de Génova de 1990 hizo su debut en Europa. El Starlet EP81 participó en el WRC Rally Acrópolis de Grecia, y ganó la clase A5, también tuvo su propio campeonato en Japón, con el nombre de Starlet One Make Race y en Indonesia: Touring Car Championship.
En 1994, tuvo pequeñas actualizaciones con nuevo frontal y luces traseras.
Para el mercado interno japonés tuvo motorizaciones 4E-F Y 4E-FE, para modelos de exportación se siguió usando motores 1E, 2E, a excepción de Hong Kong y el Reino Unido, además se produjo para todos los mercados el diésel 1N.
Se tuvieron las diferentes versiones Soleil L,S,X,X Limited además de la deportiva Gi, Gti que incluía un motor Turbo, además de ópticas nuevas y paragolpes reestilizados.
Paralelamente Toyota lanzaba al mercado Japonés Toyota Sera siendo una alternativa más deportiva pero basada de cierto modo en el Starlet.
La producción en Japón terminó en diciembre de 1995, pero en Indonesia continuó vendiéndose hasta marzo de 1998.

## Serie 90 (EP91)
La serie 90 del Starlet se empezó a vender en 1996. El Serie 90 vendido en Japón, siguió tres variantes: el Reflet (modelo normal), Glanza (modelo deportivo), y el Carat (modelo clásico). El Glanza era el equivalente al Starlet GT Turbo y también su potencia de 130 CV.

El Toyota Starlet serie 90, también denominado en Europa EP91 traía el motor 4E-FE de 16 válvulas que rendía respectivamente en los diferentes mercados  65cv hasta 75cv las versiones Reflet, que podrían llegar a ser 3 puertas o 5 puertas. A Europa no llegaron los modelos Glanza ni Carat. Este modelo traía diferentes extras que serían posteriormente elementos que revalorizarían al modelo, así como techo solar manual, elevalunas eléctricos, aire acondicionado, alerón (existían 3 tipos), guardabarros, entre otros. Es el modelo más común de Starlet que comúnmente se ve por las calles, especialmente en Canarias donde la importación de otros países por la mercadería marítima e importaciones, tuvo mayor inflexión. 

Existen modelos de la serie 90 de carburación, 8 y 16 válvulas respectivamente, esos modelos no salieron de países orientales ni llegaron a Europa, son llamados respectivamente EP90 modelos con motor 2E de anteriores generaciones pero con el chasis y el confort de un nuevo modelo.

Otros modelos de la serie 90 raramente mencionados son el EP91 Remix, que se trata de exactamente el mismo chasis, pero esta vez, el coche toma la forma de "Suv" 4x4, con suspensiones más altas y ruedas más anchas, traía de serie llantas en 15" para facilitar el movimiento por caminos difíciles y de tierra. Este modelo suele verse sobre todo en Inglaterra, aunque es bastante raro de ver. Contaba con el mismo motor 4E-FE de 75cv que su modelo normal.
Cesó su producción en julio de 1999, cuando ya estaba preparado para ser sustituido por el Toyota Yaris denominado Toyota Vitz para el mercado japonés.